# Shlomi Arbeitman
Shlomi Arbeitman (Hebreeuws: שלומי ארביטמן) (Netanya, 14 mei 1985) is een voetballer uit Israël. In België speelde de aanvaller achtereenvolgens voor KAA Gent, KVC Westerlo en RAEC Mons. In het seizoen 2018-2019 kwam hij uit voor het Israëlische Agudat Sport Ashdod.

## Carrière
Als jonge speler startte hij zijn carrière bij het jeugdteam van Beitar Nes Tubruk. Hierna speelde hij nog bij Beitar Jerusalem en Hapoel Petah Tikva. Zijn doorbraak volgde in 2005, toen hij verhuisde naar Maccabi Haifa. Hij zou voor vijf jaar bij deze club blijven, waaronder ook één jaar op huurbasis bij Hapoel Tel Aviv. In zijn periode bij Maccabi Haifa scoorde hij 59 doelpunten in 125 wedstrijden. In juni 2010 werd Shlomi verkocht aan het Belgische KAA Gent. Er was € 1 000 000 mee gemoeid.
Als international startte hij bij de U21 van Israël. Maar bij zijn debuut, in februari 2004, voor de eerste ploeg van Israël tegen Azerbeidzjan lukte hem direct al een hattrick.
In juli 2010 werd Arbeitman getransfereerd van Maccabi Haifa naar het Belgische KAA Gent. Hij kreeg er het nummer 23. Op 31 juli maakte hij z'n debuut als invaller voor Adnan Čustović in de gewonnen wedstrijd van Gent tegen KVC Westerlo.
Naast het veld valt Arbeitman ook op. Zo liet hij optekenen dat hij alleen koosjer vlees eet. Kort na zijn komst zei hij tegen journalisten: “”Omdat ik Joods ben, eet ik alleen koosjer vlees. Dat is soms een probleem, maar het lukt wel. We gaan soms ook inkopen doen in Antwerpen.”

## Spelerscarrière[1]
| Seizoen         | Club                 | Land            | Competitie         | Competitie | Competitie | Beker | Beker | Internationaal | Internationaal | Totaal | Totaal |
| Seizoen         | Club                 | Land            | Competitie         | Wed.       | Dlp.       | Wed.  | Dlp.  | Wed.           | Dlp.           | Wed.   | Dlp.   |
| --------------- | -------------------- | --------------- | ------------------ | ---------- | ---------- | ----- | ----- | -------------- | -------------- | ------ | ------ |
| 2002/03         | Beitar Jeruzalem     | Vlag van Israël | Ligat Ha'Al        | 6          | 2          | 0     | 0     | 0              | 0              | 6      | 2      |
| 2003/04         | Beitar Jeruzalem     | Vlag van Israël | Ligat Ha'Al        | 27         | 7          | 0     | 0     | 0              | 0              | 27     | 7      |
| 2004/05         | Beitar Jeruzalem     | Vlag van Israël | Ligat Ha'Al        | 1          | 0          | 0     | 0     | 0              | 0              | 1      | 0      |
| 2005/06         | Hapoel Petach Tikwa  | Vlag van Israël | Ligat Ha'Al        | 31         | 12         | 2     | 0     | 0              | 0              | 31     | 12     |
| 2006/07         | Maccabi Haifa        | Vlag van Israël | Ligat Ha'Al        | 29         | 9          | 0     | 0     | 10             | 0              | 39     | 9      |
| 2007/08         | → Hapoel Tel Aviv FC | Vlag van Israël | Ligat Ha'Al        | 17         | 4          | 0     | 0     | 0              | 0              | 17     | 4      |
| 2008/09         | Maccabi Haifa        | Vlag van Israël | Ligat Ha'Al        | 28         | 5          | 0     | 0     | 0              | 0              | 28     | 5      |
| 2009/10         | Maccabi Haifa        | Vlag van Israël | Ligat Ha'Al        | 34         | 28         | 0     | 0     | 10             | 3              | 44     | 31     |
| 2010/11         | KAA Gent             | Vlag van België | Jupiler Pro League | 27         | 7          | 7     | 1     | 4              | 2              | 38     | 10     |
| 2011/12         | KAA Gent             | Vlag van België | Jupiler Pro League | 1          | 0          | 0     | 0     | 0              | 0              | 1      | 0      |
| 2011/12         | → KVC Westerlo       | Vlag van België | Jupiler Pro League | 11         | 4          | 1     | 1     | 0              | 0              | 13     | 6      |
| 2012/13         | KAA Gent             | Vlag van België | Jupiler Pro League | 10         | 2          | 1     | 0     | 4              | 0              | 15     | 2      |
| 2012/13         | → RAEC Mons          | Vlag van België | Jupiler Pro League | 10         | 3          | 0     | 0     | 0              | 0              | 10     | 3      |
| 2013/14         | RAEC Mons            | Vlag van België | Jupiler Pro League | 28         | 5          | 1     | 1     | 0              | 0              | 29     | 6      |
| 2014/15         | Hapoel Beer Sheva    | Vlag van Israël | Ligat Ha'Al        | 32         | 11         | 1     | 0     | 0              | 0              | 33     | 11     |
| 2015/16         | Hapoel Beer Sheva    | Vlag van Israël | Ligat Ha'Al        | 14         | 1          | 0     | 0     | 0              | 0              | 14     | 1      |
| 2015/16         | Hapoel Haifa         | Vlag van Israël | Ligat Ha'Al        | 12         | 4          | 0     | 0     | 0              | 0              | 12     | 4      |
| 2016/17         | Hapoel Haifa         | Vlag van Israël | Ligat Ha'Al        | 25         | 5          | 4     | 0     | 0              | 0              | 29     | 5      |
| 2017/18         | Maccabi Petah Tikva  | Vlag van Israël | Ligat Ha'Al        | 8          | 1          | 0     | 0     | 0              | 0              | 8      | 1      |
| Carrière totaal | Carrière totaal      | Carrière totaal | Carrière totaal    | 351        | 110        | 17    | 3     | 28             | 5              | 396    | 118    |

1 Werner ·
3 Dussenne ·
4 Franquart ·
7 Matthys ·
8 Mununga ·
9 Nong ·
10 Arbeitman ·
12 Chatelle ·
14 Spungin ·
15 Van Gijseghem ·
16 Köse ·
18 De Belder ·
20 Lorenzi ·
21 Nyoni ·
22 Jarju ·
23 Le Postollec ·
24 Saussez ·
27 Angeli ·
29 Timmermans ·
30 Sapina ·
39 Ntambwe ·
40 Dupire ·
45 Monteyne ·
Coach: Janevski
· Assistent-coach: Demets